# Liste des maires de Joinville-le-Pont
 (août 2022).
Si vous disposez d'ouvrages ou d'articles de référence ou si vous connaissez des sites web de qualité traitant du thème abordé ici, merci de compléter l'article en donnant les références utiles à sa vérifiabilité et en les liant à la section « Notes et références ».
Constituée en 1790 par scission de la paroisse Saint Nicolas de Saint-Maur-des-Fossés, la commune française de La Branche-du-Pont-de-Saint-Maur est rebaptisée en 1831 Joinville-le-Pont. Elle est actuellement située dans le département du Val-de-Marne et la région Île-de-France.

## XVIIIesiècle: maires de La Branche-du-Pont-de-Saint-Maur

### 1790-1791: Edme Lheureux
Edme Lheureux est un marchand de bois fondateur et maire de La Branche-du-Pont-de-Saint-Maur. Son prénom est parfois orthographié Edmé ou Edmée et son nom parfois L'Heureux. Mais lui-même signe Edme Lheureux.
En 1790, sous l'impulsion du vicomte Boniface de Mirabeau, les habitants d’un hameau rattaché à la paroisse de Saint-Maur-des-Fossés, baptisé « Branche du Pont de Saint-Maur » proclament leur commune indépendante de celle de Saint-Maur. Boniface de Mirabeau, dit Mirabeau-Tonneau, député de la noblesse de Limoges à l’Assemblée constituante, est le frère de l’écrivain et homme politique révolutionnaire Mirabeau. Il réside alors dans le château de Polangis, situé sur le territoire de la Branche-du-Pont de-Saint-Maur. Edme Lheureux conduit les habitants du hameau, qui sont 409 au recensement de 1793. Ils arguent de l'existence d'un lieu de culte, la chapelle Saint-Léonard pour justifier la création d’une commune indépendante. Le maire de Saint-Maur proteste et adresse une plainte à la municipalité de Paris le 5 mai 1791. Des démarches identiques seront renouvelées jusqu'en 1830.
En 1791, Edme Lheureux est maire de La Branche-du-Pont-de-Saint-Maur. Il est sans doute élu en 1790. La composition de la municipalité, avec 3 membres, est conforme aux règles pour les communes de moins de 500 habitants. Laurent Pinson et Jean Le Jeune (ou Lejeune) sont les officiers municipaux. Laurent-François Pinson deviendra maire après l’élection du conseil municipal en 1800. Edme Lheureux meurt le 12 Brumaire an VII (2 novembre 1798) à La Branche du Pont de Saint Maur. Une voie de Joinville-le-Pont porte a été baptisée « allée Edmée Lheureux ». Elle est située dans le quartier des Canadiens.
Un autre Lheureux, Nicolas, est en 1791 trésorier de la commune et prudhomme assesseur du juge de paix à la résidence de La Branche du Pont de Saint Maur.

### 1791-1792: Jean-Charles Contour
Jean-Charles Contour (1752-1807), marchand de bois, notable du département de Paris et maire de la commune de La Branche-du-Pont-de-Saint-Maur, devenue Joinville-le-Pont en 1831.

#### Marchand et notable
Jean-Charles Contour, né en 1752, est le fils cadet des neuf enfants de Charles Contour, laboureur et boulanger, et de Marie-Claude Milcent. Il épouse, le 3 mai 1775, Marie Jeanne Charlotte Thomé (ou Thoumé) à Saint-Maur-des-Fossés. 
Jean-Charles Contour exerce la profession de marchand de bois et celle de marchand de fer. Le village de La Branche-du-Pont-de-Saint-Maur est alors un port important pour le flottage du bois. Il est sans doute le Sieur Contour, fermier, auquel Clément, chanoine du cloître Saint Thomas du Louvre, réclame dans une lettre du 13 avril 1791, un arriéré de 308 livres pour 28 arpents de prés.
Jean-Charles Contour est l’oncle de Charles-Laurent Parvy, commerçant, né en 1762.

#### Membre de l’Assemblée électorale de Paris en 1791
Le 16 juin 1791, Jean-Charles Contour est élu membre l’Assemblée électorale de Paris, qui constitue le conseil général du département de Paris. Il figure en septième position parmi les onze délégués du canton de Vincennes, qui comprenait les communes de Vincennes, Fontenay-sous-Bois, la Branche du Pont de Saint-Maur, Saint-Mandé et le Petit-Bercy. Il fait partie des neuf nouveaux élus, s’ajoutant à deux réélus de l’assemblée cantonale. L’assemblée élue en 1791 tint sa dernière séance le 12 août 1792.
Chaque assemblée cantonale (dite assemblée primaire) élit un électeur pour cent citoyens actifs, c'est-à-dire de ceux qui, jouissant de la qualité de Français, avaient vingt-cinq ans, étaient domiciliés depuis un an dans la ville, payaient une contribution directe de la valeur locale de trois journées de travail, n'étaient point serviteurs à gages, ni banqueroutiers, ni faillis, ni débiteurs insolvables, avaient fait leur contribution patriotique et prêté le serment civique. En 1790, le canton de Vincennes n’avait eu que neuf délégués.
L’assemblée électorale de Paris est une assemblée secondaire qui a pour fonction d’élire les juges, les administrateurs du département, les curés ou l’évêque et les députés.
Contour est inscrit sur la liste des participants au Club de la Sainte Chapelle avec 8 autres électeurs du canton. L’assemblée électorale de Paris s’était divisée en deux factions après les élections municipales de mars 1791 : le club de l’Évêché (qui rassemblait tous les électeurs précédemment) regroupe les membres radicaux, tandis que le club de la Sainte Chapelle rassemble les électeurs modérés. Le seul fait d'avoir appartenu à ce club devint un motif d'exclusion de l'assemblée électorale de 1792. En 1791, 10 des 11 électeurs du canton de Vincennes sont membres du club de la Sainte Chapelle.
En 1790, une autre personne domiciliée dans la commune participait à l’Assemblée électorale de Paris : Jean Acher, procureur de la commune, 39 ans, marchand épicier.
La fonction sera occupée en 1792 par Charles-Laurent Parvy, marchand, 31 ans. Il sera élu maire de La Branche-du-Pont-de-Saint-Maur puis nommé adjoint municipal en l’an V de Nogent-sur-Marne et ensuite maire en l’an VIII.

#### Maire de La Branche-du-Pont-de-Saint-Maur
La Branche-du-Pont-de-Saint-Maur compte 409 habitants au recensement de 1793. Arguant de l'existence d'un lieu de culte, la chapelle Saint Léonard, elle est devenue en 1790 une commune indépendante alors que le hameau dépendait antérieurement de la paroisse de Saint-Maur-des-Fossés.
En 1790, Jean-Charles Contour est élu au conseil général de la commune parmi les six notables qui s’ajoutent au maire Edme Lheureux, au procureur et aux deux officiers pour former la municipalité. Il est mentionné comme l’un des quatre prudhommes assesseurs du juge de paix à la résidence de la Branche-du-Pont-de-Saint-Maur. Les trois autres sont Jacques Roch Vingdlet, dit Vingdlet l’aîné, marchand carrier, Nicolas Lheureux, blanchisseur, et Laurent Pinson, marchand de bois scié.
En 1792, il est maire de La Branche-du-Pont-de-Saint-Maur, prenant la succession d’Edme Lheureux. Il a probablement été désigné après les élections municipales de novembre 1791. Il est remplacé après les élections municipales de novembre 1792 par Nicolas Lheureux.
Le maire, les deux officiers municipaux et le procureur sont élus pour 2 ans par les citoyens actifs (payant des impôts) au scrutin individuel ; six notables sont élus au scrutin de liste et à la « simple pluralité relative des suffrages ». Les notables et le corps municipal forment le conseil général de la commune. Un secrétaire greffier est choisi à la pluralité des voix par le conseil général, qui peut désigner dans les mêmes conditions un trésorier si le conseil général le trouve nécessaire, ce qui fut le cas à La Branche-du-Pont-de-Saint-Maur. Le maire est rééligible une fois.
Les notables et officiers municipaux sont réélus par moitié tous les ans le premier dimanche après la Saint-Martin (11 novembre).
En 1792, des incidents éclatent entre des citoyens des communes de La Branche-du-Pont-de-Saint-Maur et de Saint Maur des Fossés. Une lettre du 25 août 1792, signée de Gautier, maire de Saint Maur des Fossés au nom du conseil général de la commune assure que « les trois-quarts des habitants de ladite Branche-de-Saint-Maur, lassés d’être despotisés par la municipalité, se lèvent par un mouvement spontané, se présentent au milieu de nous et nous conjurent de les accepter pour désormais ne faire qu’un avec nous ». La lettre est cosignée de citoyens de La Branche, dont le nombre n’est pas mentionné. Parmi les signataires, Edme Lheureux est cité. La « liste des citoyens de la Branche qui étaient partisans de l’union » comprend aussi les frères Antoine, Louis et Jean Destouches et Jacques Roch Vingdlet.
En l’an III (1795), Jean-Charles Contour est assesseur du juge de paix du canton de Vincennes, Le Grand.
En l’an VIII (1800), Jean-Charles Contour figure parmi les notables de la commune lorsqu’un conseil municipal est à nouveau constitué. Il exerce la fonction d’adjoint au maire. Laurent Pinson est devenu maire de la commune. 
Jean-Charles Contour meurt le 2 octobre 1807 à La Branche-du-Pont-de-Saint-Maur.
Jean-Charles Contour ne figure pas sur la liste des maires de La Branche-du-Pont-de-Saint-Maur affichée en mairie de Joinville-le-Pont ni sur la liste publiée dans l’ouvrage commémoratif de la commune. Son nom figure par contre dans l’ouvrage édité par le département de la Seine au début du XXe siècle.

### 1792-1793: Nicolas Lheureux
Nicolas Lheureux (1731-1806) blanchisseur et maire de La Branche-du-Pont-de-Saint-Maur, commune rebaptisée Joinville-le-Pont en 1831.

#### Maire de La Branche-du-Pont-de-Saint-Maur
Nicolas Lheureux est né en 1731 et exerce la profession de blanchisseur à La Branche-du-Pont-de-Saint-Maur, commune du département de Paris. Il est d’abord marié à Marie Françoise Cloner puis à Geneviève Grinot.
Le village compte 409 habitants au recensement de 1793. Il s’est séparé de la paroisse de Saint-Maur-des-Fossés en 1790.
En 1791, Nicolas Lheureux est prudhomme assesseur du juge de paix à la résidence de La Branche du Pont de Saint Maur. Il est membre du conseil général de la commune et y exerce la fonction de trésorier. Edme Lheureux est maire. Laurent Pinson et Jean Le Jeune (ou Lejeune) sont les officiers municipaux. Jean Acher, épicier, est procureur de la commune.
Nicolas Lheureux est mentionné en tant que maire sur les registres d’état-civil de Joinville-le-Pont le 8 mai 1793. Il a sans doute été désigné après le renouvellement du conseil général de la commune en novembre 1792. Dans les mois suivants, il est remplacé par Charles-Laurent Parvy (1762-après 1827) qui est maire au moins depuis le 22 pluviôse an II (10 février 1794).
Le maire, les deux officiers municipaux et le procureur sont élus pour 2 ans par les citoyens actifs (payant des impôts) au scrutin individuel ; six notables sont élus au scrutin de liste et à la « simple pluralité relative des suffrages ». Les notables et le corps municipal forment le conseil général de la commune. Un secrétaire greffier est choisi à la pluralité des voix par le conseil général, qui peut désigner dans les mêmes conditions un trésorier si le conseil général le trouve nécessaire, ce qui fut le cas à La Branche-du-Pont-de-Saint-Maur. Le maire est rééligible une fois.
Les notables et officiers municipaux sont réélus par moitié tous les ans le premier dimanche après la Saint Martin (11 novembre).
Nicolas Lheureux meurt le 11 septembre 1806 à La Branche du Pont de Saint Maur.
Nicolas Lheureux ne figure pas sur la liste des maires de La Branche-du-Pont-de-Saint-Maur affichée en mairie de Joinville-le-Pont ni sur la liste publiée dans l’ouvrage commémoratif de la commune, non plus que dans les ouvrages historiques comportant des listes de maires. 

### 1793-1795: Charles-Laurent Parvy
Charles-Laurent Parvy, commerçant, né en 1762, maire de La Branche-du-Pont-de-Saint-Maur puis de Nogent-sur-Marne en 1797.

#### Un commerçant de l’est parisien
Charles-Laurent Parvy, dont le nom est parfois orthographié Parvis et qui signe « Parvÿ », est né en 1762. Il est le fils de Pierre Jacques Parvy (1732-1791), marchand chandelier à Paris, et de Marie Madeleine Contour (1732-av. 1791). Il épouse Denise Adelaïde Angot le 21 février 1791 à Vincennes, commune alors dans le département de Paris (aujourd’hui, Val-de-Marne).
Il réside au début de la Révolution française à La Branche-du-Pont-de-Saint-Maur et exerce la profession de marchand. 
Il s’installe ensuite à Nogent-sur-Marne où il séjourne Nogent au moins à partir de prairial an III (mai-juin 1795). Il est présenté comme marchand de vin et restaurateur. Lui-même indique être pâtissier et traiteur. Il exploite un établissement à la Porte du Parc (en lisière du Bois de Vincennes). Il continue d’entretenir des relations familiales à La Branche-du-Pont-de-Saint-Maur.
Il fait faillite en 1826 et ses biens sont vendus par adjudication les 1er avril et 29 juillet 1827. Son activité après cette date n’est pas connue.
Charles-Laurent Parvy aurait été membre de la franc-maçonnerie.

#### Membre de l’Assemblée électorale de Paris
Charles-Laurent Parvy fait partie en 1792 des onze électeurs du onzième canton de Vincennes au sein du département de Paris qui sont désignés au sein de l’Assemblée électorale de Paris. Sept d’entre eux sont domiciliés à Vincennes, deux au Petit-Bercy, un à Fontenay-sous-Bois ; Charles-Laurent Parvy réside à La Branche-du-Pont-de-Saint-Maur. Il est âgé de 31 ans. 
La Branche-du-Pont-de-Saint-Maur a été érigée en commune en 1790, à partir d’un village dépendant de la paroisse Saint Nicolas de Saint-Maur-des-Fossés. Elle deviendra Joinville-le-Pont en 1831.
En tant qu’électeur désigné par les « citoyens actifs » de La Branche-du-Pont-de-Saint-Maur, Charles-Laurent Parvy succède à Jean-Charles Contour, son oncle, qui siège en 1790 et à Jean Acher qui a été élu en 1791. L’assemblée électorale de Paris cesse de fonctionner en l’an II (1793).

#### Maire de La Branche-du-Pont-de-Saint-Maur
Charles-Laurent Parvy est en 1793 un des notables de La Branche-du-Pont-de-Saint-Maur. Il est membre du conseil général (équivalent du futur conseil municipal), sans doute élu en novembre 1792. 
Réélu officier d’état civil de la commune le 4 avril 1793, il devient maire en l’an II prenant sans doute la succession de Nicolas Lheureux ; il signe pour la première fois en tant que maire un document d’état-civil le 22 pluviôse an II (10 février 1794). La municipalité a comme officiers municipaux Louis Lucot, blanchisseur, et Jean Lejeune (ou Le Jeune), maréchal-expert. Charles-Laurent Parvy signe une grande partie des actes d’état-civil de la commune. Il exerce la fonction jusqu’à la suppression des maires de communes en l’an III (août 1795) ; il était toujours en fonction le 27 ventôse an III (17 mars 1795). Jean Acher, ancien procureur de la commune, lui succède, faisant fonction de maire en tant qu’agent municipal et membre de la municipalité de canton.
Avant la mise en œuvre de la constitution de l’an III, le maire, les deux officiers municipaux et le procureur sont élus pour 2 ans par les citoyens actifs (payant des impôts) au scrutin individuel ; six notables sont élus au scrutin de liste et à la « simple pluralité relative des suffrages ». Les notables et le corps municipal forment le conseil général de la commune. Un secrétaire greffier est choisi à la pluralité des voix par le conseil général, qui peut désigner dans les mêmes conditions un trésorier si le conseil général le trouve nécessaire, ce qui fut le cas à La Branche-du-Pont-de-Saint-Maur. Le maire est rééligible une fois.
Les notables et officiers municipaux sont réélus par moitié tous les ans le premier dimanche après la Saint Martin (11 novembre).
Charles-Laurent Parvy ne figure pas sur la liste des maires de La Branche-du-Pont-de-Saint-Maur affichée en mairie de Joinville-le-Pont, ni sur la liste publiée dans l’ouvrage commémoratif de la commune. Son nom figure par contre dans l’ouvrage historique de B. Nivelet.

#### Maire de Nogent-sur-Marne
La constitution de l’an III, qui institue le Directoire, réduisit le nombre des municipalités à une seule par canton (octobre 1795). Les maires de cantons sont assistés par des agents et adjoints municipaux.
En l’an V (1796-1797), Charles-Laurent Parvy est nommé par le Directoire adjoint municipal de Nogent-sur-Marne (commune alors dans le département de la Seine, aujourd’hui dans le Val-de-Marne). Il assure notamment la fonction d’officier d’état-civil.
Plusieurs personnalités exercent pendant cette période la fonction d’agent municipal : Alexandre Nicolas Dudoit, menuisier (antérieurement et ultérieurement maire de Nogent), Nicolas Michel Gary ainsi que Jean Baptiste Coiffier, vigneron. Ces trois personnes font partie, comme Charles-Laurent Parvy, des francs-maçons nogentais. Les agents municipaux sont membres de la municipalité du canton.
Après l’instauration du Consulat, la constitution de l’an VIII fut promulguée et les municipalités collectives furent supprimées. Chaque commune eut à nouveau un maire, un ou deux adjoints et un conseil municipal. Ils n’étaient plus soumis à l’élection, mais nommés par le pouvoir exécutif, en l’occurrence le préfet. Charles-Laurent Parvy fut nommé maire de Nogent sur Marne en messidor an VIII (juin-juillet 1800). Il est à nouveau désigné maire le 15 pluviôse an IX (14 février 1801) et prête serment sur la constitution de l'an XII. Parvy exerce cette fonction jusqu’en janvier 1808 ; il est alors remplacé par Léonard Michel Loubet, nommé le 2 mai 1808.
Charles-Laurent Parvy est décédé après 1827.

### 1795-1800: Jean Acher
Jean Acher (1760-1837), épicier puis marchand de bois, membre de l’assemblée électorale de Paris, maire de la commune de La Branche-du-Pont-de-Saint-Maur.

#### Biographie
Présenté comme épicier en 1790, Jean Acher signe en tant que marchand de bois en l’an III (1794). Il épouse Louise Geneviève Mathieu. Il réside à La Branche-du-Pont-de-Saint-Maur, commune qui deviendra Joinville-le-Pont en 1831, alors située dans le département de Paris, aujourd’hui dans le Val-de-Marne.
Jean, Justin, Joseph Acher est âgé de 39 ans en 1790, et serait donc né en 1760.

#### Membre de l’assemblée électorale de Paris
Le canton de Vincennes, situé dans le département de Paris (rebaptisé en 1796 département de la Seine), comprend en 1790 les communes de Vincennes, Fontenay-sous-Bois, La Branche-du-Pont-de-Saint-Maur, Saint-Mandé et le Petit-Bercy. Sur 1093 citoyens actifs, on compte 162 à 205 votants lors des élections terminées le 17 juin 1790.
En 1790, on compte neuf électeurs pour 860 citoyens actifs dont quatre sont domiciliés à Vincennes, quatre à Fontenay et un à La Branche-du-Pont-de-Saint-Maur : Jean-Justin-Joseph Acher. 
Le 30 mars 1791, Jean Acher souligne devant l’Assemblée électorale de Paris la nécessité de mettre la commune de La Branche-du-Pont-de-Saint-Maur en état de se défendre du fait de l’importance du site.
Peut-être Jean Acher est-il le sieur Acher qui présente à l'Assemblée législative le 24 avril 1792 une pétition « tendant à faire cesser l'agiotage, à rétablir la circulation du numéraire, par conséquent à remettre toutes les denrées sur l'ancien pied, et à rendre l'activité à l'industrie et au commerce ». L’assemblée renvoie la pétition au Comité de l'ordinaire des finances.

#### Maire de La Branche-du-Pont-de-Saint-Maur
Jean Acher exerce la fonction de procureur de la commune de La Branche-du-Pont-de-Saint-Maur. On trouve sa signature de nombreux actes de la municipalité.
De l’an V à l’an VIII (1796-1800), il exerce la fonction d’agent municipal. Les agents municipaux sont membres de la municipalité du canton. Il est assisté par un adjoint municipal, qui fait fonction d’officier d’état-civil, Jacques-Roch Vingdlet.
En floréal an VIII (avril 1800), Jean Acher est désigné comme « faisant provisoirement fonction de maire, maire provisoire ».
En l’an VIII (1800), Jean Acher est un des quatre membres de la municipalité élue en application de la loi du 28 pluviôse an VIII, à nouveau avec la qualité de procureur. Les autres membres du conseil municipal sont Laurent-François Pinson (1755-1814), maire, Nicolas Spycket, carrier, secrétaire-greffier du conseil et Jacques-Roch Vingdlet, dit Vingdlet l’aîné, carrier, prud’homme assesseur du juge de paix de La Branche-du-Pont-de-Saint-Maur.
Jean Acher meurt à Joinville-le-Pont le 23 janvier 1837.

## XIXesiècle: maires de La Branche-du-Pont-de-Saint-Maur

### 1800-1814: Laurent-François Pinson
Laurent Pinson (1755 – 1814), marchand de bois, maire de La Branche-du-Pont-de-Saint-Maur, commune devenue Joinville-le-Pont en 1831.

#### Commerçant
Laurent François Pinson est né le 8 avril 1755 à Lizy-sur-Ourcq (actuellement en Seine-et-Marne). Il exerce la profession de marchand de bois.
Le port fluvial de La Branche-du-Pont-de-Saint-Maur est un site important de déchargement de bois.

#### Maire de La Branche-du-Pont-de-Saint-Maur
En 1791, Laurent Pinson est le deuxième officier municipal de la commune, avec Edme Lheureux (maire) et Jean Le Jeune.
En fonction de la Loi du 28 pluviôse an VIII, un conseil municipal est élu en l'an VIII (1800). Un maire est désigné par le préfet de la Seine, Nicolas Frochot : Laurent Pinson. La Branche-du-Pont-de-Saint-Maur est alors incluse dans le district de Sceaux du département de la Seine. La population du village est de 420 habitants en 1806.
La fin du mandat de Laurent Pinson est marquée par la bataille du 30 mars 1814, qui voit quatre cents conscrits et huit pièces d'artillerie défendre le pont de Saint-Maur contre les régiments autrichiens, wurtembourgeois et cosaques, qui l'emportent. La bataille fait 265 morts. Des cadavres sont retirés de la Marne pendant deux mois. Le pont est détruit et ne sera restauré qu’à partir de 1822. De ce fait, les deux parties de la commune (le village de la Branche du Pont sur la rive droite de la Marne et la plaine de Poulangis sur la rive gauche) sont séparés.
Laurent Pinson a pour successeur son adjoint Jean Mathurin Lemaire (1771 – 1850) après sa mort en fonctions dans sa commune le 27 décembre 1814. Son fils, Laurent-Nicolas Pinson puis son petit-fils, Gabriel Pinson, sont également maires de la commune. Laurent Pinson est décoré de la Légion d’honneur pendant le Premier Empire.
Le 21 septembre 1831, son fils Laurent-Nicolas Pinson et son conseil municipal fait changer le nom de la ville en Joinville-le-Pont, du nom du Prince de Joinville (1818-1900), fils de Louis-Philippe Ier.

### 1815-1816: Jean Mathurin Lemaire
Jean Mathurin Lemaire, commerçant (1771-1850), maire de La Branche-du-Pont-de-Saint-Maur.

#### Un commerçant de l’est parisien
Jean Mathurin Lemaire est né le 13 juillet 1771 à Meaux (actuellement dans le département de Seine-et-Marne). Il est le fils d’Étienne Lemaire, marchand meunier, et de Louise Geneviève Mathieu.
Il réside à La Branche-du-Pont-de-Saint-Maur, où il exerce la profession de marchand d’épices et épouse en l’an III (1795) Marie Adelaïde Gritte, âgée de 24 ans.

#### Maire de La Branche-du-Pont-de-Saint-Maur
La Branche-du-Pont-de-Saint-Maur a été érigée en commune en 1790, à partir d’un village dépendant de la paroisse de Saint-Maur-des-Fossés. Elle devient Joinville-le-Pont en 1831. Elle est alors incluse dans l’arrondissement de Sceaux du département de la Seine. La population du village est de 420 habitants en 1806.
Jean Mathurin Lemaire est adjoint au maire dans la municipalité de Laurent-François Pinson, qui exerce la fonction depuis l’an VIII (1800). 
Le 30 mars 1814, quatre cents conscrits et huit pièces d'artillerie défendent le pont de Saint-Maur contre les régiments autrichiens, wurtembourgeois et cosaques, qui l'emportent. La bataille fait 265 morts. Des cadavres sont retirés de la Marne pendant deux mois. Le pont est détruit et ne sera restauré qu’à partir de 1822.
Jean Mathurin Lemaire assure l’intérim après la mort en fonctions de Laurent François Pinson le 27 décembre 1814 puis lui succède en tant que maire en mars 1815. Il a pour adjoint Pierre François Alexandre.
Jean Baptiste Louis Besançon remplace Jean Mathurin Lemaire à la tête de la municipalité en avril 1816.
Jean Mathurin Lemaire est décédé le 28 avril 1850 à Joinville-le-Pont.

### 1816-1818: Jean Baptiste Louis Besançon
Pour les articles homonymes, voir Besançon (homonymie).
Jean Baptiste Louis Besançon (1773-1824) était commerçant et maire de La Branche-du-Pont-de-Saint-Maur commune devenue Joinville-le-Pont en 1831.

#### Un commerçant de l’est parisien
Jean Baptiste Louis Besançon est né vers 1773. Il réside déjà sous la Révolution française à La Branche-du-Pont-de-Saint-Maur, où il exerce la profession de marchand de vin puis de traiteur. Il épouse Marguerite Trois Valet en 1792 à la paroisse Notre Dame de Paris et en aura plusieurs enfants.
Il ne doit pas être confondu avec Jean Baptiste Louis Besançon (1831-1892), négociant, maire de Provenchères-sur-Meuse (Haute-Marne) en 1891 et 1892.

#### Maire de La Branche-du-Pont-de-Saint-Maur
La Branche-du-Pont-de-Saint-Maur a été érigée en commune en 1790, à partir d’un village dépendant de la paroisse de Saint-Maur-des-Fossés. Elle devient Joinville-le-Pont en 1831. Elle est alors incluse dans le canton de Charenton de l’arrondissement de Sceaux du département de la Seine. La population du village a baissé pendant la Révolution puis reste stable ; elle est de 420 habitants en 1806 et de 418 en 1820.
Jean Baptiste Louis Besançon remplace Jean Mathurin Lemaire à la tête de la municipalité en avril 1816. La commune a été l’objet d’une bataille le 30 mars 1814 entre les troupes françaises et les alliés d’Autriche, du Wurtemberg (Allemagne) et Cosaques de Russie. Elle a provoqué 265 morts et la destruction du pont de Saint-Maur, la principale source de revenus de la commune, qui sera reconstruit entre 1822 et 1835.
Jean Baptiste Louis Besançon exerce son mandat jusque 1818. Il est alors remplacé par Jean Joseph Robin. Sous la Restauration, les maires dont nommés parmi les notables de la commune. Leur rôle fait l’objet d’opinions différentes au sein du régime. Lors d’un débat au parlement en 1818, le ministre de l’Intérieur Joseph-Henri-Joachim Lainé, qui appartient au parti des ultras, défend la conception du maire en tant que fonctionnaire, chef de localité. Face à lui, le chef de file des libéraux, François Guizot, considère qu’il s’agit d’un notable, porte-parole de la population, qu’il faut choisir parmi les conseillers municipaux élus au suffrage censitaire.
Jean Baptiste Louis Besançon est décédé le 26 avril 1824 à La Branche-du-Pont-de-Saint-Maur.

### 1817-1821: Jean Joseph Robin
Jean Joseph Robin (1769-1837) était un avocat et homme politique français, maire de La Branche-du-Pont-de-Saint-Maur, commune devenue Joinville-le-Pont en 1831.

#### Un avocat sous l’Empire
Jean Joseph Robin est né le 4 juillet 1769 à Lésigny en Seine-et-Marne.
Il prête serment en tant qu’avocat en 1804. Il est peut-être parent d'Étienne Robin, également avocat, receveur des consignations de Senlis avant la Révolution, franc-maçon, officier et député au Grand Orient.

#### Maire de La Branche-du-Pont-de-Saint-Maur
La Branche-du-Pont-de-Saint-Maur a été érigée en commune en 1790, à partir d’un village dépendant de la paroisse de Saint-Maur-des-Fossés. Elle devient Joinville-le-Pont en 1831. Elle est alors incluse dans l’arrondissement de Sceaux du département de la Seine. La population du village est de 420 habitants en 1806.
Jean Joseph Robin prend la succession de Jean Baptiste Louis Besançon à la tête de la municipalité en 1817. Il exerce sa fonction jusque 1821. Il est alors remplacé par Claude Pierre Jacmart.
Le rôle des maires fait question sous la Restauration. Lors d’un débat au parlement en 1818, le ministre de l’Intérieur Joseph-Henri-Joachim Lainé, qui appartient au parti des ultras, défend la conception du maire en tant que fonctionnaire, chef de localité. Face à lui, le chef de file des libéraux, François Guizot, considère qu’il s’agit d’un notable, porte-parole qu’il faut choisir parmi les conseillers municipaux élus au suffrage censitaire.
Pendant le mandat de Jean Joseph Robin, les parcelles du territoire de La Branche-du-Pont-de-Saint-Maur, séparées par la Marne, ne sont plus reliées par un pont. La rive gauche, qui comprend notamment la ferme et château de Polangis est séparée du bourg, depuis la destruction, le 30 mars 1814, du Pont de Saint-Maur lors des combats avec armées d’Autriche, du Wurtemberg et les cosaques de Russie. Le pont sera reconstruit à partir de 1822.
Jean Joseph Robin est décédé le 10 février 1837 à Paris.

### 1821-1830: Claude Pierre Jacmart
Claude Pierre Jacmart (1781-1862), marchand de bois, maire de Villiers-sur-Marne puis maire de La Branche-du-Pont-de-Saint-Maur. 

#### Commerçant de l’Est parisien
Claude Pierre Jacmart est né en 1781 à Villiers-sur-Marne. Son nom est parfois orthographié Jacquemart. Son prénom serait Claude Joseph ou Claude Pierre ou Pierre. Lui-même signe Claude Pierre Jacmart. 
Il exerce la profession de marchand de bois. Le village de La Branche-du-Pont-de-Saint-Maur est alors un port important pour le flottage du bois. Claude Pierre Jacmart est le fils de Pierre Jacmart, né à Noisy-le-Grand, décédé le 11 mai 1815 à Villiers-sur-Marne à l’âge de 68 ans, domicilié à Paris, ancien marchand de bois. Il a pour frère Étienne Jacmart, boucher à Paris.

#### Maire de Villiers-sur-Marne
Claude Pierre Jacmart fut adjoint au maire puis maire de Villiers-sur-Marne (alors dans l'arrondissement de Corbeil du département de Seine-et-Oise, aujourd’hui dans le Val-de-Marne). Il est maire pendant deux mois en 1815. Selon les ouvrages, Jacmart est prénommé Claude Pierre ou Pierre. Il signe Claude Pierre Jacmart.
Jacmart succède dans cette fonction à Henri de Saint-Martin, maire de Villiers-sur-Marne  de 1809 à 1815, qui occupera de nouveau le poste de maire de 1815 à 1825.
Pendant les Cent-Jours, après le retour au pouvoir de Napoléon Ier, un décret du 20 avril 1815 restaure, pour les communes de moins de 5 000 habitants, la loi de décembre 1789, qui prévoit l’élection au suffrage censitaire des maires et des conseillers. Les élections ont lieu en mai. Mais, en juillet, les maires écartés sont rétablis dans leur fonction par l’administration du roi Louis XVIII sous la seconde Restauration.

#### Maire de La Branche-du-Pont-de-Saint-Maur
La Branche-du-Pont-de-Saint-Maur a été érigée en commune en 1790, à partir d’un village dépendant de la paroisse de Saint-Maur-des-Fossés. Elle devient Joinville-le-Pont en 1831. Elle est alors incluse dans l’arrondissement de Sceaux du département de la Seine. 
Claude Pierre Jacmart succède à Jean Joseph Robin à la tête de la municipalité en 1821. Il exerce son mandat jusqu'en 1830. Le rôle des maires fait question sous la Restauration. Lors d’un débat au parlement en 1818, le ministre de l’Intérieur Joseph-Henri-Joachim Lainé, qui appartient au parti des ultras, défend la conception du maire en tant que fonctionnaire, chef de localité. Face à lui, le chef de file des libéraux, François Guizot, considère qu’il s’agit d’un notable, porte-parole qu’il faut choisir parmi les conseillers municipaux élus au suffrage censitaire.
Lorsque Claude Pierre Jacmart entame son mandat, les parcelles du territoire de La Branche-du-Pont-de-Saint-Maur, séparées par la Marne, ne sont plus reliées par un pont. La rive gauche, qui comprend notamment la ferme et château de Polangis est séparée du bourg, depuis la destruction, le 30 mars 1814, du pont de Saint-Maur lors des combats avec armées d’Autriche, du Wurtemberg et les cosaques de Russie.
Les travaux de reconstruction du pont constituent l’élément marquant de la mandature de Claude Jacmart. En 1822, on entame la restauration de cinq des sept arches du pont. À l’achèvement de celle-ci, en 1824, le dernier moulin à grains du pont est démoli. 
Entre 1826 et 1835, le pont est reconstruit sous la direction de l’ingénieur Alphonse Baude (qui construit en 1840 avec Victor Lenoir la gare de l’Ouest à Paris, future gare Montparnasse). Le nouveau pont, qui fait 436 mètres de long, comporte trois arches sur le petit bras de la Marne, deux sur l'île Fanac et six sur le grand bras.
La réouverture du pont permet un développement démographique de la commune. La population du village est de 418 habitants en 1820. Elle passe à 584 en 1831.
En septembre 1830, Claude Pierre Jacmart est remplacé par Laurent-Nicolas Pinson. Il meurt le 14 août 1862 à Saint Mandé.

### 1830-1843: Laurent-Nicolas Pinson
Laurent Pinson (1788 – 1867), marchand de bois, maire de La Branche-du-Pont-de-Saint-Maur, commune de la Seine (actuellement dans le Val-de-Marne), devenue Joinville-le-Pont sous son mandat.

#### Maire de La Branche-du-Pont-de-Saint-Maur
Laurent Pinson, dit Laurent-Nicolas Pinson, est le fils de Laurent Pinson, dit Laurent-François Pinson (1755 – 1814), marchand de bois, maire de La Branche-du-Pont-de-Saint-Maur (1800 - 1814). Il naît le 8 novembre 1788 dans le hameau du Pont-de-Saint-Maur, qui dépend de la paroisse de Saint Maur des Fossés.
Comme son père, Laurent-Nicolas Pinson exerce la profession de marchand de bois. Il épouse le 7 juillet 1810 Marie-Claudine Coquat à La Branche du Pont de Saint Maur.
En 1822, Laurent-Nicolas Pinson est adjoint au maire. Depuis 1821, le maire est Claude Pierre Jacmart.
En 1830, Laurent-Nicolas Pinson devient maire de La Branche-du-Pont-de-Saint-Maur.
Sous la monarchie de Juillet, le conseil municipal est élu tous les trois ans au suffrage censitaire. Les conseillers municipaux choisissent le maire et un adjoint, mais ceux-ci sont nommés par ordonnance royale et ils prêtent serment : « je jure fidélité au Roi des Français, obéissance à la charte constitutionnelle et aussi aux lois du royaume. »

#### La Branche-du-Pont-de-Saint-Maur devient Joinville-le-Pont

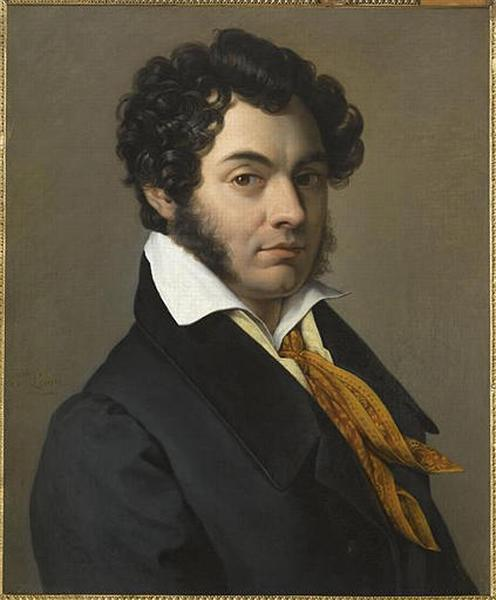
Portrait de Charles-Pierre Chapsal, maire de Joinville-le-Pont, par Sophie Lemire

Le Conseil municipal et son maire, Laurent Pinson, obtiennent du roi Louis-Philippe que la commune soit désormais appelée Joinville-le-Pont en l'honneur de François d'Orléans, prince de Joinville (1818-1900), troisième fils de Louis-Philippe. L’ordonnance royale du 19 août 1831 autorise ce changement d’appellation.
La commune, incluse dans le département de la Seine, dépend de l’arrondissement de Sceaux et fait partie du canton de Charenton-le-Pont. En 1841, elle compte 729 habitants.
Laurent-Nicolas Pinson est remplacé en 1843 en tant que maire de Joinville-le-Pont par Charles-Pierre Chapsal, grammairien. Il meurt le 11 mai 1867 à Joinville-le-Pont.
Le petit-fils de Laurent-Nicolas Pinson, Gabriel Pinson, est maire de Joinville-le-Pont sous la troisième République.

## XIXesiècle: maires de Joinville-le-Pont
| Période     | Identité                 | Parti | Qualité                         |
| ----------- | ------------------------ | ----- | ------------------------------- |
| 1830 - 1843 | Laurent-Nicolas Pinson   |       | Marchand de bois                |
| 1843 - 1848 | Charles-Pierre Chapsal   |       | Grammairien                     |
| 1848 - 1852 | Apollon Delaherche       |       |                                 |
| 1852 - 1856 | Charles-Pierre Chapsal   |       | Grammairien                     |
| 1856 - 1875 | Auguste Courtin          |       | Rentier                         |
| 1875 - 1878 | Louis-Ferdinand Rousseau |       | Directeur d’une école technique |
| 1878 - 1888 | Gabriel Pinson           |       |                                 |
| 1888 - 1912 | Eugène Voisin            |       | Tapissier décorateur            |

### 1856-1875: Auguste Courtin
Auguste Courtin(1825-1908), maire de Joinville-le-Pont (Seine) puis de Salbris (Loir-et-Cher).
Né à Rennes (Ille-et-Vilaine) le 25 décembre 1825 de parents inconnus, Auguste Courtin est désigné comme le fils adoptif de Charles-Pierre Chapsal, grammairien et maire de Joinville-le-Pont. Il hérite du château de Poulangis (appelé ensuite Polangis). Il épouse en mai 1848 Anna Caroline Spooner, fille d’un chimiste, citoyen des États-Unis ; ils ont trois enfants. 
Auguste Courtin se présente comme rentier. Il est membre de sociétés charitables, comme l’orphelinat du prince impérial et l’œuvre des jeunes convalescentes (1863) ou scientifiques, comme la Société impériale zoologique d'acclimatation (1861).

#### Maire de Joinville-le-Pont
Auguste Courtin est maire depuis 1858 et le reste jusqu’à la fin du second empire. Les maires sont alors nommés par le préfet. Il est reconduit dans cette fonction, puis élu au même poste au début de la Troisième République en 1870, puis en 1871 et en 1874. Louis Ferdinand Rousseau est son adjoint. Le conseil municipal compte alors 16 conseillers municipaux et un seul adjoint.
En juillet 1868, il est nommé membre du conseil d'arrondissement de Sceaux pour le canton de Charenton par décision gouvernementale.
La population de la commune fait plus que doubler pendant le mandat d’Auguste Courtin. Elle passe de 1207 habitants en 1856 à 2901 en 1876.

#### La guerre de 1870, la commune et l’occupation
Pendant le siège de Paris, la municipalité de Joinville est déplacée dans la capitale, avec l’ensemble de la population. Elle siège d’abord au 104, rue du Bac à Paris (7e arrondissement). Les locaux provisoires sont ensuite fixés au 105, boulevard Voltaire(11e arrondissement). Les très violents combats de la bataille de Champigny en novembre et décembre 1870 entraînent la mort de plusieurs milliers de soldats, notamment sur le territoire de Joinville-le-Pont. Le pont de Joinville est détruit.
Le retour des Joinvillais se fait en janvier 1871. La commune est ensuite occupée par les troupes bavaroises jusqu’au 24 septembre 1871.
Au cours de la Commune de Paris, trois cents membres des conseils municipaux du département de la Seine 22 avril 1871, adoptent une « Adresse des municipalités suburbaines » : « L'assemblée des maires, adjoints et conseillers municipaux des communes suburbaines de la Seine, navrée de la guerre civile actuelle, réclame une suspension d'armes. Elle affirme, pour toutes les communes, la revendication complète des franchises municipales, avec l'élection par les conseils de tous les maires et adjoints, et demande l'installation définitive de la République en France. Elle proteste contre l'envahissement et le bombardement pour la cessation des hostilités. L'assemblée surtout demande qu'il n'y ait pas de représailles ». Dix délégués sont nommés pour présenter l’adresse, dont Courtin.
Après avoir mis fin à ses fonctions municipales en 1876, Courtin quitte Joinville en 1877. Il vend le domaine de Polangis en février 1881, à la Société immobilière de Polangis qui lotit le terrain et démolit le château.
Une rue du quartier de Polangis à Joinville porte le nom d’avenue Courtin.

#### Maire de Salbris
Courtin s’installe à Salbris (Loir-et-Cher). Il y exerce la profession d’agriculteur. En 1881, il est élu conseiller municipal et, en 1884, il devient maire, fonction qu’il exerce jusqu’en 1900. Il siège également, de 1889 à 1895 au conseil général du Loir-et-Cher. Son fils André Courtin lui succède à la mairie (1900-1912) et reprend son siège à l’assemblée départementale (1901-1907).
Les opinions politiques de Courtin font de lui un « monarchiste impénitent » dont la « vie tout entière » est « consacrée à combattre la République ». Selon une publication spécialisée, Auguste Courtin était « un des meilleurs agriculteurs de la Sologne ». Une publication catholique en fait « un des premiers rénovateurs de la Sologne ». Il a exercé des mandats municipaux pendant 37 ans (18 ans à Joinville, 19 à Salbris).
Auguste Courtin meurt à Salbris le 15 avril 1908. Il avait quatre-vingt-deux ans.

### 1875-1878: Louis Ferdinand Rousseau, , dit Ferdinand Rousseau
Le docteur Louis Ferdinand Rousseau (1810-1889) est le fondateur d’une école, installée ultérieurement dans le château du Parangon à Joinville-le-Pont. 
Louis Ferdinand Rousseau naît le 14 décembre 1810 à Paris (Seine). En 1832, il fonde une école d’enseignement libre située rue Molette à Joinville-le-Pont. Son fils, Jules Rousseau, introduit pour la première fois un enseignement technique et professionnel tandis que son gendre, M. Quirot, est chargé de l'enseignement classique. C’est l’enseignement pratique qui fait la réputation de l’école. En 1857, il acquiert le château du Parangon et y transfère l’école. Elle accueille 320 élèves en 1869. Un autre de ses fils, le docteur Henri Rousseau lui succède à la tête de l'institution. Il transforme l’établissement en 1902 en école coloniale pratique, délivrant un enseignement agricole, commercial et industriel. Avec son épouse, la femme de lettres Louise Rousseau, Henri Rousseau établit dans le parc de l’institution, une magnanerie où les élèves peuvent suivre toute l’évolution du ver à soie depuis l’œuf jusqu’au cocon et au papillon. La formation dure deux ans et l’enseignement comprend botanique coloniale, chimie appliquée, agriculture générale, arboriculture, horticulture, comptabilité, électrotechnique, météorologie, hygiène, médecine pratique, art vétérinaire, arpentage et langues étrangères. La France compte alors deux écoles pratiques coloniales : celle du Havre et celle du Parangon. Les activités de l’école de Joinville-le-Pont cessent avec le début de la Première Guerre mondiale en 1914.
Louis Ferdinand Rousseau, est élu conseiller municipal et maire-adjoint de Joinville-le-Pont en 1870 et réélu comme adjoint en 1871 puis en 1874, toujours avec Auguste Courtin comme premier magistrat. Le conseil municipal compte alors 16 conseillers municipaux et un seul adjoint. À la mort d’Auguste Courtin en 1875, Louis-Ferdinand Rousseau est élu maire. Il compte au sein de son conseil municipal Eugène Voisin, qui est élu maire en 1888.
Louis Ferdinand Rousseau meurt le 21 juin 1889 à Joinville. Il est titulaire de la Légion d’honneur. Une voie de la commune porte le nom de villa Rousseau. Une impasse est baptisée du nom de son fils, Jules Rousseau.

## XXesiècle: maires de Joinville-le-Pont
| Période          | Identité               | Parti      | Qualité                       |
| ---------------- | ---------------------- | ---------- | ----------------------------- |
| 1888 - 1912      | Eugène Voisin          |            | Tapissier décorateur          |
| 1912 - 1919      | Achille-Ernest Mermet  | Rad. indé. | Professeur de physique-chimie |
| 1919 - 1928      | Henri Vel-Durand       | Rad.       | Greffier                      |
| 1928 - 1929      | Henri Durande          | Rad.       | Serrurier                     |
| 1929 - 1935      | Georges Briolay        | DVD        | Tapissier                     |
| 1935 - 1944      | Léon Lesestre          |            |                               |
| 1944 - 1953      | Robert Deloche         | PCF        | Ouvrier                       |
| 1953 - 1953      | Amélie Trayaud         | PCF        | Employée de tramway           |
| 1953 - 1975      | Georges-Maurice Defert | PSD        |                               |
| 1975 - 1977      | Jean-Pierre Garchery   | RGR        |                               |
| 1977 - 1983      | Guy Gibout             | PCF        | Journaliste                   |
| mars 1983 - 2008 | Pierre Aubry           | RPR - UMP  | Chef d'entreprise             |

## Eugène Voisin
Eugène Voisin (1834-1914), tapissier décorateur, maire de Joinville-le-Pont de 1888 à 1912.

### Maire de Joinville-le-Pont
Eugène Voisin est né le 4 juillet 1834 à Créteil commune alors dans le département de la Seine et aujourd’hui située dans le Val-de-Marne, Eugène Voisin est le fils d’un marchand de vins de Créteil. Il exerçait la profession de tapissier décorateur et avait également une activité d’horticulteur.
Eugène Voisin siège pendant 45 ans sans interruption au conseil municipal de Joinville-le-Pont de 1867 à 1912. La commune est alors dans le département de la Seine, aujourd'hui dans celui du Val-de-Marne.
Il devient conseiller municipal pour la première fois sous le Second empire en 1867.
Il est élu lors des élections municipales du 25 septembre 1870, convoquées tout de suite après la proclamation de la troisième République et avant celle de l’assemblée constituante. Du 30 novembre au 2 décembre 1870, des combats ont lieu à Champigny-sur-Marne et Joinville entre les troupes françaises et allemande (la bataille de Champigny). La municipalité s’était repliée à Paris avec le maire, Louis Ferdinand Rousseau.
Eugène Voisin est réélu le 26 mars 1871, lors du scrutin organisé pendant la Commune de Paris, puis en 1874, toujours avec Louis-Ferdinand Rousseau comme maire.
Il devient 1er adjoint du nouveau maire, Gabriel Pinson, en 1878 puis le reste après les réélections de celui-ci en 1881, 1884 et 1888. Gabriel Pinson meurt en fonction le 20 juin 1888, et Eugène Voisin lui succède en tant que maire en août 1888 après l’élection partielle qui suit le décès. 
Eugène Voisin est réélu maire en 1896, en 1900, en 1904 et en 1908. Il cède son poste en 1912 à Achille-Ernest Mermet.
Pendant son mandat, il aura comme adjoints N. Chéret (de 1888 à 1890), H. Jullien  (de 1888 à 1908), F. Couppé (de 1890 à 1904), P. Villain (de 1904 à 1912) et Georges-Emile Briolay (1863 – 1940), tapissier, futur maire de Joinville-le-Pont en 1929, qui fut second adjoint lors de son dernier mandat de 1908 à 1912.

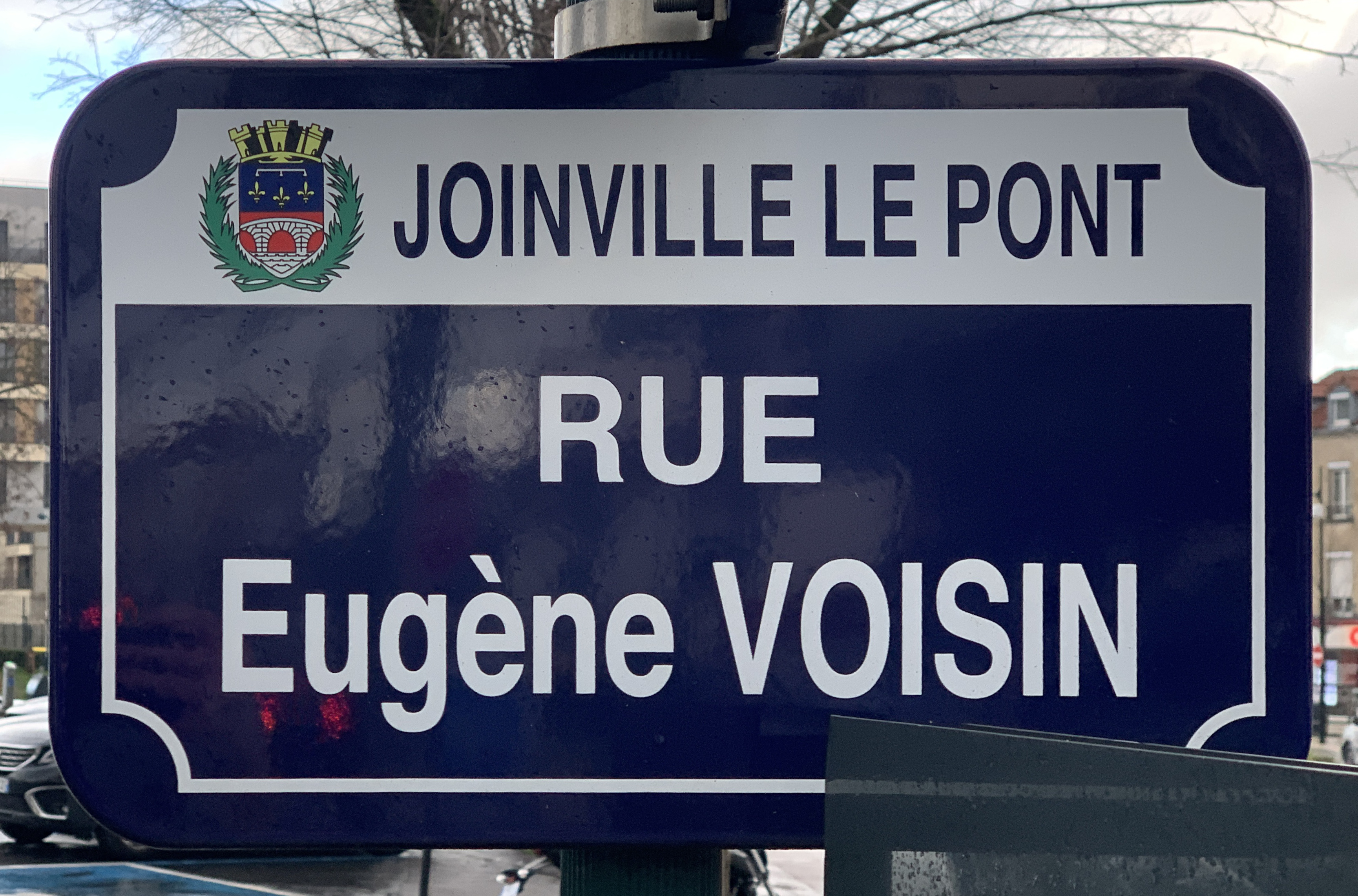
Plaque de rue de la rue Eugène-Voisin.

Eugène Voisin meurt le 18 juillet 1914 à Joinville. Une rue de la commune et une école primaire portent son nom.

### Une ville en forte croissance
Joinville-le-Pont passe de 3 800 habitants en 1886 à 8 350 en 1911. 
Le quartier de Polangis poursuit son développement, et une école y est construite en 1894. Le groupe scolaire accueille 491 enfants en 1905. Le château de Polangis, qui occupait le centre de l’ancien lotissement, est démoli en 1902.
Le quartier Palissy se construit à partir de 1881 sur la rive gauche de la Marne.
Cependant, le développement des constructions stoppe à la fin du mandat d’Eugène Voisin. Lors des grandes inondations de la Seine et de ses affluents en janvier 1910, la Marne se réinstalle dans son ancienne plaine alluviale et une grande partie de la commune est inondée, notamment le quartier de Polangis.

## Les Guinguettes
Après l’ouverture de la ligne de chemin de fer de La Bastille, en 1859, les Parisiens prennent l’habitude de fréquenter les bords de Marne le dimanche et de nombreux établissements se développent à la fin du XIXe siècle, mêlant restauration, musique et danse. On leur donne le nom de Guinguettes. Elles sont fréquentées également par des peintres et des écrivains.
Joinville est renommée par ses baignades, notamment celle du Banc de Sable. À partir de 1909, un bac assure le passage entre Nogent-sur-Marne et Joinville.

### La naissance d’une industrie du cinéma
En 1901, la Société Anonyme des Plaques, Pellicules et Papiers photographiques, fondée par Joseph Jougla et précédemment installée à Nogent-sur-Marne puis au Perreux-sur-Marne, s’installe dans le quartier de Polangis à Joinville-le-Pont. Elle fusionne avec les établissements des frères Lumière pour devenir en 1911 l'Union Photographique des Ets Lumière et Jougla réunis.
En 1903, Charles Pathé construit près du Pont de Joinville, une usine de traitement de films cinématographiques. Il traitera notamment ceux de Georges Méliès.
Dans le quartier de Polangis, Joseph et Jules Levinsky, loueurs de meubles pour plusieurs théâtres parisiens, installent, entre 1908 et 1910, un premier studio de cinéma. Ils collaborent avec Charles Pathé et Léon Gaumont.

### Création de l’école coloniale pratique du Parangon
L’école d’enseignement professionnel libre, fondée en  1832 par Louis-Ferdinand Rousseau (1810-1889), ancien maire de Joinville-le-Pont, est transférée en 1857, au Château du Parangon. Après la création en janvier 1900 de jardins coloniaux dans le parc du château, elle est transformée en 1902 en école pratique coloniale. L’école fonctionnera jusqu’en 1914. 

## Achille Ernest Mermet
Achille Ernest Mermet (1849-1919), professeur de physique-chimie, maire de Joinville-le-Pont (1912-1919).

### Professeur de chimie
Achille Mermet (parfois également identifié comme Ernest Mermet, mais qui signait A. Mermet) est né le 5 mai 1849 à Villeneuve-sur-Yonne (Yonne).
Boursier d’État, il entre à l'école normale d'enseignement spécial de Cluny (Saône-et-Loire, Bourgogne-Franche-Comté), d'abord comme élève puis comme préparateur (1869-1873). Il est affecté en septembre 1875 au lycée Charlemagne à Paris (Seine) comme chargé de cours, devient professeur en 1877. Il enseigne au lycée Charlemagne pendant trente-quatre ans, prenant plusieurs congés de maladie  car il aurait contracté la typhoïde.
En même temps que son enseignement, Achille Mermet assure un travail de recherche comme chef de laboratoire à l’école centrale. Auteur de quelques mémoires, lauréat et membre de plusieurs sociétés savantes, il écrit plusieurs lettres à la revue La Nature, par exemple en 1883 sur les creusets de nickel ou en 1884 sur l’explosion du verre trempé.
Achille Mermet est l’auteur de Manipulations de chimie - Métalloïdes, paru en 1885 chez P. Dupont.

### Maire de Joinville-le-Pont
Achille Mermet habitait Joinville-le-Pont (alors dans le département de la Seine, actuellement dans le Val-de-Marne) depuis au moins 1884.
Il prend en 1912 la succession d’Eugène Voisin (1834-1914), maire depuis 1896.
Son mandat, qui aurait dû prendre fin en 1916, est prolongé du fait de la Première Guerre mondiale jusqu’en 1919.
Achille Mermet meurt en fonctions le 1er décembre 1919, à Joinville-le-Pont, juste après le premier tour des élections municipales qui se sont tenues le 30 novembre.
Il avait été nommé chevalier de la Légion d'honneur.

### Joinville pendant la Première Guerre mondiale
La ville comptait, au recensement de 1911, 8 349 habitants. 367 Joinvillais seront inscrits comme morts pour la France, en 1926, lors de l’érection du monument aux morts de la commune.
Les Taxis de la Marne empruntent le pont de Joinville le 7 septembre 1914 pour acheminer des troupes depuis Paris.
La zone de Gravelle, incluse dans le Bois de Vincennes, faisait alors partie du territoire municipal de Joinville-le-Pont, avant d’être transférée en 1929 à celui de Paris. Elle est affectée à l’armée à partir d’août 1914. Une partie de la population féminine travaille à la cartoucherie du Bois de Vincennes, où une garderie d’enfants est installée à leur intention en 1917.
La ville accueille plusieurs établissements sanitaires. Un hôpital militaire canadien sous tentes est installé sur le plateau de Gravelle en 1916. Il est remplacé en 1917 par un bâtiment en dur, construit chemin des Corbeaux.
Un autre hôpital américain est installé dans le château du Parangon.
Les bombardements de Paris par l’aviation et l’artillerie allemande (qui font 22 morts et 76 blessés en banlieue parisienne, en février 1918) amènent les Joinvillais à trouver un refuge dans le tunnel du canal Marie-Thérèse (appelé également canal de Saint-Maur). En conséquence, celui-ci fut éclairé à l’électricité en 1918.

## Henri Vel-Durand
Henri Vel-Durand (1867-1928) est greffier et maire de Joinville-le-Pont.

### Biographie
Henri-Victor-Louis Vel, dit Henri Vel-Durand est né le 8 mai 1867 à Paris. Son père, Maurice Vel-Durand, avocat spécialiste de droit public, s'était installé à Joinville-le-Pont en 1876. Maurice Vel-Durand était régulièrement attaqué par le quotidien antisémite français La Libre Parole, fondé en 1892 par le journaliste et polémiste Édouard Drumont.
Henri Vel-Durand entreprit une carrière dans la magistrature et exerça un mandat d’élu à Joinville-le-Pont.
Henri Vel-Durand exerce la fonction de juge de paix suppléant à Pantin (alors dans le département de la Seine, aujourd’hui en Seine-Saint-Denis) jusqu’en décembre 1901. Il exerce ensuite la même fonction à Charenton-le-Pont jusqu’à sa nomination en tant que greffier à Nogent-sur-Marne en octobre 1905 ; les deux communes relevaient alors de la Seine et sont actuellement dans le Val-de-Marne.
Son fils, Louis Vel-Durand (1903-1975), reprit la charge de greffier de son père à Nogent-sur-Marne à la mort d’Henri Vel-Durand (1928). Historien local, il fut le fondateur de l'association des Amis du Musée du Vieux Nogent et le premier conservateur du musée créé en 1962.

### Maire de Joinville-le-Pont
Henri Vel-Durand est élu conseiller municipal pour la première fois en 1896 ; le maire est alors Eugène Voisin. Henri Vel-Durand est réélu en 1900, 1904 et 1908 toujours avec Eugène Voisin comme premier magistrat de la commune. 
Il est en 1909 conseiller d’arrondissement dans l’arrondissement de Sceaux, dont dépend Joinville-le-Pont.
En 1912, Achille-Ernest Mermet devient maire.
Henri Vel-Durand lui succède à l’issue des élections municipales suivant la Première Guerre mondiale, qui ont lieu les 30 novembre et 7 décembre 1919. Le vote se déroule au scrutin de liste majoritaire à deux tours avec possibilité de panachage. Les femmes n’ont pas le droit de vote ni la possibilité de se présenter. La ville comptait, au recensement de 1911, 8 349 habitants, mais la guerre a profondément influé sur sa démographie. 
Henri Vel-Durand est réélu maire lors des élections municipales de 1925 et inaugure, en 1926, le monument aux morts de Joinville. Il meurt en fonction le 1er septembre 1928 à Joinville-le-Pont. 
Stephen Durande (1875–1951), serrurier, lui succède à l’issue de l’élection partielle organisée le 7 octobre 1928 au cours de laquelle Georges Roger, plombier à la Compagnie parisienne du gaz, né en 1876, est élu conseiller municipal socialiste SFIO.

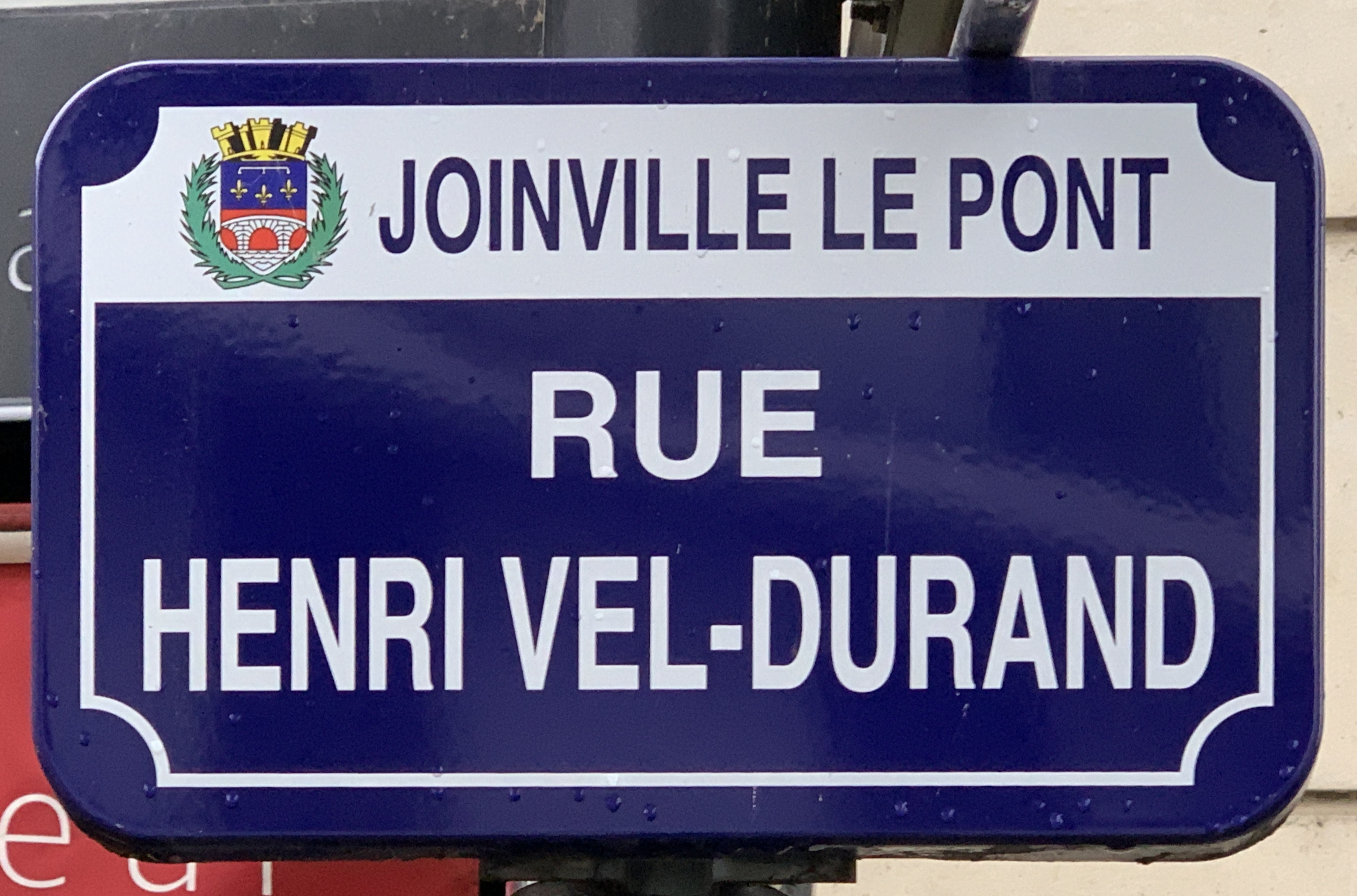
Plaque de rue de la rue Henri-Vel-Durand à Joinville-le-Pont.

Henri Vel-Durand était titulaire de la Légion d’honneur. Il est inhumé au cimetière de Joinville-le-Pont. Une rue de la commune de Joinville-le-Pont porte son nom.

## Georges Defert
Georges Defert, né le 5 avril 1896 à Montreuil-sous-Bois et mort le 30 octobre 1975 à Joinville-le-Pont, est un menuisier et homme politique français. Il a été maire de Joinville-le-Pont, dans le Val-de-Marne.

### Biographie

#### Jeunesse
Menuisier, il a travaillé dès l'âge de treize ans dans l'entreprise de son père.

#### Maire de Joinville-le-Pont
Georges Defert est élu conseiller municipal de Joinville-le-Pont en 1935. En 1940, il est écarté (avec un autre élu de droite et les deux élus communistes) de la liste des membres du conseil municipal élaborée par le préfet sur instruction du gouvernement de Vichy.
Il devient maire en 1953, succédant à Amélie Trayaud (1953), elle-même successeur de Robert Deloche, maire (PCF, communiste) de 1945 à 1953.
Toujours classé comme divers droite, Georges Defert est réélu lors des scrutins de 1959, 1965 et 1971.
Il décède en fonctions le 30 octobre 1975 et est remplacé par Jean-Pierre Garchery (1903–1984).
Sous le mandat de Georges Defert, d’importantes constructions sont réalisées à Joinville-le-Pont : plusieurs groupes de logements sociaux gérés par l’office municipal d’habitations à loyer modéré (HLM), mairie, gymnase, stade…
Georges Defert avait préparé un plan d’urbanisme pour une ville qui devait, selon lui, connaître une forte croissance démographique. Pour réaliser son ambition, il avait augmenté de manière importante les impôts locaux. Cette politique a été remise en cause par ses successeurs.
Pendant le deuxième mandat de Georges Defert, la ville est jumelée en 1960 avec ses homologues allemande et britannique de Bensberg, en Rhénanie-du-Nord-Westphalie, devenue en 1975 Bergisch Gladbach à la faveur d'un regroupement de communes, et Egham, dans le comté de Surrey, au sud-est de l’Angleterre, devenue en 1974 Runnymede par suite également d'un regroupement.

### Hommage

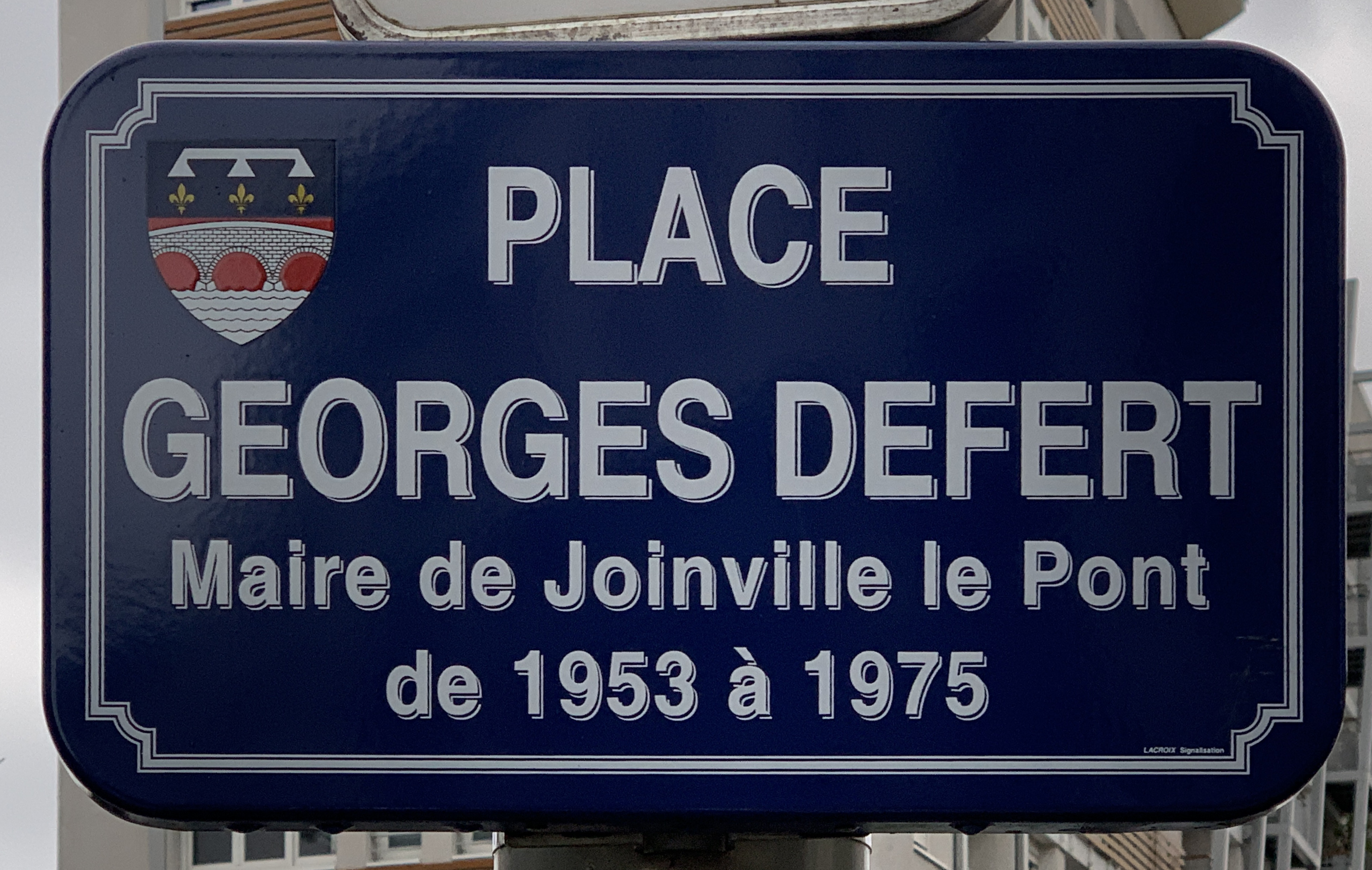
Plaque de rue de la place Georges-Defert.

La place de la mairie de Joinville-le-Pont porte aujourd’hui son nom (place Georges-Defert).

## XXIesiècle: maires de Joinville-le-Pont
| Période          | Identité      | Parti     | Qualité           |
| ---------------- | ------------- | --------- | ----------------- |
| mars 1983 - 2008 | Pierre Aubry  | RPR - UMP | Chef d'entreprise |
| mars 2008 - 2020 | Olivier Dosne | UMP       | Pharmacien        |

### Pierre Aubry (de 1983 à 2008)
- Voir Pierre Aubry (homme politique)

### Olivier Dosne (2008-....)
- Voir Olivier Dosne